# Grêmio Novorizontino
Il Grêmio Novorizontino, noto anche semplicemente come Novorizontino, è una società calcistica brasiliana con sede nella città di Novo Horizonte, nello stato di San Paolo.

## Storia
Per sostituire il Grêmio Esportivo Novorizontino che nel frattempo era fallito, il club venne fondato il 1º marzo 2010, ereditando i colori e lo stemma del club precedente. Dopo aver trascorso i suoi primi anni nel mondo del calcio amatoriale, il club entrò a far parte della Federação Paulista de Futebol nel 2010, ma partecipando a una competizione ufficiale soltanto nel 2012.
Nel primo anno come professionisti, il Novorizontino ha ottenuto una promozione dal Campeonato Paulista Segunda Divisão, dopo aver terminato al quarto posto. Dopo una tranquilla salvezza nel 2013 nel Campeonato Paulista Série A3, il club l'anno successivo vinse il campionato, dopo aver sconfitto l'Independente de Limeira con il risultato aggregato di 5-0.
Il 28 aprile 2015 il Novorizontino è stato promosso per la prima volta nella Série A1, dopo aver terminato al secondo posto.

## Palmarès

### Competizioni statali
- Campeonato Paulista Série A3: 1

2014

### Altri piazzamenti
- Campeonato Brasileiro Série D:

Promozione: 2020